# Dreamshade
I Dreamshade sono un gruppo originariamente Melodic death metal  formato a Lugano, in Svizzera nel 2006.

## Storia
La band nasce nel 2006 a Lugano per volere dei chitarristi Fernando "Fella" Di Cicco e Rocco Ghielmini, i quali iniziano a suonare insieme ad alcuni amici in casa di uno dei due. Già dopo un paio d'anni il gruppo lancia un EP autoprodotto: To the edge of reality (2008).
Grazie al riscontro positivo di questo EP presso il pubblico, i Dreamshade conoscono ben presto il successo, dapprima a livello locale per poi giungere a calcare i palchi dei festival di musica metal più celebri in Europa. Partecipano difatti a Metal Camp (2008, 2009), Summer Breeze Open Air (2009), Metalfest (2010, 2011) e diversi altri festival. La band ha inoltre preso parte al contest luganese per artisti musicali emergenti "Palco ai giovani" nel 2009 arrivando al terzo posto.
Nel settembre del 2010 la band ha firmato con la Spinefarm Records, sottosezione di Universal Music. Ha inizio così la produzione dell'album d'esordio ufficiale su scala mondiale What silence hides, che vede la luce il 26 gennaio 2011. La band lavora duramente in questi due anni con Jacob Hansen della Spinefarm, compiendo un notevole salto di qualità e producendo il loro secondo album The gift of life, uscito il 25 gennaio 2013.
Nell'aprile 2015 partono per il loro primo tour asiatico che li porta da Hong Kong a Taipei, poi in Giappone con date a Osaka, Nagoya e Tokyo, per finire in Cina a Shanghai e al Midi Festival a Pechino.
La band organizza inoltre delle tappe in Europa dell'est, Sudafrica e Stati Uniti (California), riscontrando ovunque un notevole successo che li porta, qualche tempo dopo, ad annunciare l'uscita di un altro album nel giro di 1-2 anni.
Dopo tre anni dall'uscita di The Gift of Life i Dreamshade hanno rilasciato su scala mondiale, il 9 dicembre 2016 - con un sensibile ritardo causato dalla rottura della formazione con il loro produttore - il loro terzo album in studio: Vibrant, dove è stato possibile notare un'ulteriore mutazione nello stile musicale della band, il loro stile più moderno è quello di un Metalcore Melodico caratterizzato da musicalità più "poppeggianti" e spesso condite anche con ritmi rock o rap misti a vari elementi di musica elettronica.

## Formazione

### Formazione attuale
- Kevin Calì - voce
- Fernando "Fella" Di Cicco - chitarra - voce
- Luca Magri - chitarra - Synths
- Gian-Andrea Costa - basso - Synths
- Francesco "Fry" Ferrini - Drums

### Ex componenti
- Jerome Anderrüti - batteria
- Rocco Ghielmini - chitarra
- Enrico "Iko" Castelli - voce
- Rawirak "Rawi" Pellegrini - tastiera
- Ivan Moccia - basso
- Serafino "Sera" Chiommino - batteria

## Discografia

### Album in studio
- 2011 - What Silence Hides
- 2013 - The Gift of Life
- 2016 - Vibrant
- 2021 - A Pale Blue Dot

### EP
- 2008 - To the Edge of Reality

### Video musicali
- 2011: Wide awake
- 2011: Miles Away
- 2011: Eternal
- 2012: Photographs
- 2013: Consumed Future
- 2013: Your Voice
- 2015: Dreamers don't sleep
- 2016: Where My Heart Belongs
- 2016: It's Over
- 2018: On My Own
- 2019: Question Everything